# Rifamicina
A rifamicina, vendida sob a marca Aemcolo, é um antibiótico usado para tratar a diarreia do viajante. Não é recomendado se houver febre ou fezes com sangue. É tomado por via oral.
Efeitos secundários comuns incluem dor de cabeça e constipação. Outros efeitos secundários podem incluir diarreia associada a Clostridium difficile. A segurança na gravidez e amamentação não é clara. Está na classe de medicamentos das rifamicinas.